# Michael Parks
Michael Parks (Corona, 24 d'abril de 1940 - Los Angeles, 9 de maig de 2017) va ser un actor, director de cinema i cantant estatunidenc. Ha aparegut a una cinquantena de pel·lícules i també a televisió, però segurament es va fer més conegut per les últimes obres amb Quentin Tarantino, Robert Rodríguez i Kevin Smith.

## Biografia
Parks va néixer a Corona, al comtat de Riverside, Califòrnia. Fou fill d'un jugador de beisbol. El seu nom real és Harry Samuel Parks. Va estar canviant de feina en feina quan era jove, conreant fruites, com obrer en obres d'excavació, portant camions i bomber d'incendis forestals. Va morir el 9 de maig del 2017 amb 77 anys.

## Carrera
El primer reconeixement li va venir amb un paper a televisió a la sèrie Then Came Bronson (1969-1970). També va cantar el tema de Long Lonesome Highway, que arribaria al número 20 de Billboard Hot 100 i al lloc 41è al Hot Country Songs hit. L'àlbum fou gravat sota MGM records (el segell discogràfic de l'estudi que produïa la sèrie) incloent "Closing The Gap" (1969), "Long Lonesome Highway" (1970) i "Blue".
El 1961, Parks va interpretar el nebot de l'actor George MacMichael a la comèdia de sitcom de l'ABC The Real McCoys. Va aparèixer com en Cal Leonard al capítol de 1963 de la sèrie de Perry Mason The Case of Constant Doyle. Va tenir altres papers i aparicions a dues sèries de la NBC, al drama Sam Benedict (1962) i al drama mèdic The Eleventh Hour (1963). També va aparèixer a The China Lake Murders i Stranger by Night interpretant un oficial de policia.
Va interpretar dos papers a Kill Bill, de Quentin Tarantino, recuperant el personatge d'Earl McGraw i com Esteban Vihaio, un ex-proxeneta de 80 anys qui revela on s'amaga en Bill a la segona pel·lícula. També va interpretar el paper d'Earl McGraw als dos segments de la pel·lícula Grindhouse. També va actuar de vilà a la pel·lícula de terror de Kevin Smith Red State (2011) i Tusk (2014). Més tard Kevin Smith va anunciar al seu podcast que Parks havia gravat un àlbum durant la producció de Red State.